# Illustrious
Albums de Big Noyd
Big Noyd Presents: The Co-Defendants, Volume 1
(2007) Queens Chronicle
(2010)
Illustrious est le cinquième album studio de Big Noyd, sorti le 22 janvier 2008.
L'album s'est classé 13e au Top Heatseekers et 44e au Top Independent Albums.

## Liste des titres
| No  | Titre                                                | Contient un (des) sample(s) de             | Durée |
| --- | ---------------------------------------------------- | ------------------------------------------ | ----- |
| 1.  | Snitches                                             |                                            | 3:19  |
| 2.  | Posted on the Block                                  |                                            | 3:10  |
| 3.  | So Much Trouble (featuring Serani)                   |                                            | 3:12  |
| 4.  | Heartless                                            |                                            | 3:11  |
| 5.  | Money Talk                                           |                                            | 2:52  |
| 6.  | Things Done Changed (featuring Kira)                 | This Feeling's Rated X-Tra de Carl Carlton | 2:57  |
| 7.  | Back Up in This Bitch                                |                                            | 2:52  |
| 8.  | The Paper (featuring Jay Rush)                       |                                            | 2:03  |
| 9.  | Ghetto (featuring Joell Ortiz)                       |                                            | 3:10  |
| 10. | It's a Wrap                                          |                                            | 2:55  |
| 11. | Trying to Make it Out (featuring 40 Glocc et B.A.M.) |                                            | 2:49  |
| 12. | Nowhere Else to Hide                                 |                                            | 3:19  |
| 13. | Rags to Riches                                       |                                            | 2:56  |
| 14. | Get it Poppin'                                       |                                            | 1:18  |